# Max Riemelt
Max Riemelt (sinh ngày 7 tháng 1 năm 1984) là một nam diễn viên người Đức.

## Danh sách phim
| Năm       | Tên                                                 | Vai                         | Ghi chú |
| --------- | --------------------------------------------------- | --------------------------- | ------- |
| 1997      | Eine Familie zum Küssen                             |                             |         |
| 1998      | Zwei allein                                         | Max                         |         |
| 1999      | Ein Weihnachtsmärchen — Wenn alle Herzen schmelzen  | Lukas                       |         |
| 2000      | Der Bär ist Ios                                     | Tom                         |         |
| 2000      | Brennendes Schweigen                                | Schappi                     |         |
| 2001      | Mädchen, Mädchen                                    | Flin                        |         |
| 2001      | Mein Vater und andere Betrüger                      | Robertino                   |         |
| 2002      | Alphateam – Die Lebensretter im OP                  | Timo                        |         |
| 2003      | Wolffs Revier                                       | Harald Bernhard             |         |
| 2003      | Alarm für Cobra 11 – Die Autobahnpolizei            | Marcel Freese               |         |
| 2003      | In aller Freundschaft                               | Mirco Venske                |         |
| 2003      | Lottoschein ins Glück                               | Björn Michels               |         |
| 2004      | Sextasy                                             |                             |         |
| 2004      | Balko                                               | Ingo Grabowski              |         |
| 2004      | Neuland                                             |                             |         |
| 2004      | Mädchen, Mädchen 2 – Loft oder Liebe                | Flin                        |         |
| 2004      | Napola – Elite für den Führer                       | Friedrich Weimer            |         |
| 2005      | Feinde                                              | Deutscher Soldat            |         |
| 2005      | Hallesche Kometen                                   | Ingo                        |         |
| 2005      | Videotagebuch von Dennis Gansel                     | Friedrich Weiemer / Himself |         |
| 2005      | Nachtasyl                                           | Aljoscha                    |         |
| 2006      | Der rote Kakadu                                     | Siggi                       |         |
| 2006      | Der Untergang der Pamir                             | Carl-Friedrich von Krempin  |         |
| 2006      | Der Kriminalist                                     | Michael Büssig              |         |
| 2007      | GG 19 — Eine Reise durch Deutschland in 19 Artikeln | Edgar                       |         |
| 2007      | An die Grenze                                       | Gefreiter Kerner            |         |
| 2007      | Möderischer Frieden                                 | Charly                      |         |
| 2008      | Die Zigarrenkiste                                   | Tjark Evers                 |         |
| 2008      | Up! Up! To the Sky                                  | Arnold                      |         |
| 2008      | The Wave                                            | Marco                       |         |
| 2008      | Lauf um Dein Leben — Vom Junkie zum Ironman         | Andreas Neidrig             |         |
| 2008      | Die Schattenboxer                                   | Boxer                       |         |
| 2008      | Tausend Ozeane                                      | Meikel                      |         |
| 2009      | 13 Semester                                         | Momo                        |         |
| 2010      | Sehsüchte: Underworld                               | Young Man                   |         |
| 2010      | Im Angesicht des Verbrechens                        | Marek Gorsky                |         |
| 2010      | We Are the Night                                    | Tom                         |         |
| 2011      | Tage die bleiben                                    | Lars                        |         |
| 2011      | Der Staatsanwalt                                    | Markus Pohl                 |         |
| 2011      | Schadmal — Der Tote im Berg                         | Thomas Hafner               |         |
| 2011      | Urban Explorer                                      | Kris                        |         |
| 2011      | Playoff                                             | Thomas                      |         |
| 2012      | The Fourth State                                    | Dima                        |         |
| 2012      | Auslandseinsatz                                     | Daniel Gerber               |         |
| 2012      | Heiter bis Wolkig                                   | Tim                         |         |
| 2012      | The German Friend                                   | Friedrich Burg              |         |
| 2012      | Du hast es versprochen                              | Marcus                      |         |
| 2013      | Free Fall                                           | Kay Engel                   |         |
| 2013      | Der letzte Bulle                                    | Dennis Paschmann            |         |
| 2013      | Blutgeld                                            | Ralf Seifert                |         |
| 2013      | Der zweite Mann                                     | Adrian Davids               |         |
| 2014      | Elly Beinhorn — Alleinflug                          | Bernd Rosemeyer             |         |
| 2014      | Warsaw 44                                           | Johann Krauss               |         |
| 2014      | Auf das Leben!                                      | Jonas                       |         |
| 2015      | Lichtgestalten                                      |                             |         |
| 2015      | Freistatt                                           | Bruder Krapp                |         |
| 2015      | Amnesia                                             | Jo Gellert                  |         |
| 2015      | Storno: Todsicher versichert                        | Rupert Halmer               |         |
| 2015-2018 | Sense8                                              | Wolfgang Bogdanow           |         |
| 2017      | Berlin Syndrome                                     | Andi                        |         |